# Kori Udovički
Kori Udovički, cyr. Кори Удовички (ur. 4 grudnia 1961 w La Paz) – serbska ekonomistka, była prezes Narodowego Banku Serbii, w latach 2002–2003 oraz 2014–2016 członkini serbskich rządów.

## Życiorys
Ukończyła w 1984 studia ekonomiczne na Uniwersytecie Belgradzkim. Magisterium oraz doktorat uzyskała następnie na Uniwersytecie Yale. W latach 1993–2001 pracowała w Międzynarodowym Funduszu Walutowym przy różnych programach, między innymi dla Mozambiku, Zimbabwe i krajów bałkańskich. Po powrocie do Serbii objęła stanowisko specjalnego doradcy ministra finansów Božidara Đelicia, powołano ją też w skład komisji ds. restrukturyzacji przedsiębiorstw państwowych.
Od 19 czerwca 2002 do 22 lipca 2003 w rządach Zorana Đinđicia i Zorana Živkovicia sprawowała urząd ministra górnictwa i energii. Odeszła z rządu w związku z nominacją na prezesa Narodowego Banku Serbii (jako pierwsza kobieta w historii), funkcję tę pełniła do lutego 2004. W 2007 została asystentem sekretarza generalnego ONZ oraz dyrektorem biura Programu Narodów Zjednoczonych ds. Rozwoju na Europę i WNP. Stanowisko to zajmowała do 2012.
27 kwietnia 2014 powróciła do administracji rządowej jako wicepremier oraz minister administracji publicznej i lokalnej w rządzie Aleksandara Vučicia. Zakończyła urzędowanie w sierpniu 2016.

## Życie prywatne
Kori Udovički jest córką jugosłowiańskiego dyplomaty i Boliwijki, siostry Gonzala Sáncheza de Lozada, dwukrotnego prezydenta Boliwii.